# Mostra internazionale del cinema libero
La Mostra internazionale del cinema libero è stato un importante Festival cinematografico indipendente, organizzato a Porretta Terme tra il 1960 e il 1982 e noto a livello internazionale.

## Storia
L'iniziativa nacque per volontà dello scrittore Leonida Repaci, del giornalista Bruno Grieco e dell'imprenditore e politico Giampaolo Testa che coinvolsero subito nell'organizzazione il più celebre sceneggiatore del neorealismo: Cesare Zavattini.
La prima edizione del festival si svolse a Porretta Terme nel 1960 e fu tenuta a battesimo da una giuria composta da alcuni fra gli uomini più autorevoli ed impegnati del panorama culturale italiano di quegli anni, tra cui si ricordano: Michelangelo Antonioni, Alessandro Blasetti, Luigi Chiarini, Giacomo De Benedetti, Vittorio De Sica, Giuseppe De Santis, Federico Fellini, Francesco Flora, Carlo Emilio Gadda, Carlo Lizzani, Vasco Pratolini, Leonida Repaci, Roberto Rossellini, Mario Soldati, Giuseppe Ungaretti, Luchino Visconti e Cesare Zavattini. 
La mostra porrettana nasce negli anni della contestata gestione Lonero della Mostra Internazionale d'Arte Cinematografica assumendo, di fatto, il carattere di antifestival, affrancato da ipoteche politiche, ingerenze mercantili e pubblicitarie, compromessi e preoccupazioni d’ordine diplomaticocontemplando, fra gli altri, l'intento dichiarato di restituire Venezia ad un livello di libertà espressiva adeguata alla più prestigiosa manifestazione cinematografica nazionale. 
L'obbiettivo dichiarato della mostra era far conoscere quanto nel cinema fosse sconosciuto al grande pubblico e a tale fine si impegnò nella ricerca di film inediti e al fuori dai circuiti tradizionali dell'industria cinematografica e culturale. 

Altri stabili collaboratori nell'organizzazione del Festival furono Luciano Pinelli e Carlo Maria Badini e alcuni politici porrettani tra cui Giampaolo Lorenzini e Oreste Zagnoni. Sia pure in modo indiretto, contribuì alla realizzazione della mostra il deputato e sottosegretario democristiano Giovanni Elkan. 

Durante le prime tre edizioni ('60, '62, '64) il festival si caratterizzò come vero e proprio concorso di film, documentari e soggetti cinematografici. Nel 1965 in anticipo sulle contestazioni che colpirono le istituzioni dei festival, fu deliberato di abolire ogni forma competitiva puntando l'attenzione su cicli a carattere monografico con la proiezione di film e documentari sempre molto attenti al rapporto della cinematografia nei confronti della società. 

La Mostra internazionale del cinema libero di Porretta Terme, pur senza la necessaria regolarità, ha proseguito nell'organizzazione di eventi e convegni, tra Porretta Terme e Bologna, fino al 1985. Dal 1986, la cineteca di Bologna con la collaborazione della Mostra del cinema libero ONLUS, organizza ogni anno Il cinema ritrovato, un festival internazionale di pellicole restaurate molto noto.

## Edizioni

### I edizione - 1960
La prima edizione si tenne dal 24 al 31 luglio 1960.

#### Premi
- Najade d'oro per il miglio film: Jiří Weiss, Romeo, Julie e tma, (trad. Romeo, Giulietta e le tenebre), Cecoslovacchia 1960.
- premio per il miglior soggetto cinematografico: Lorenza Mazzetti, Il sole va per conto suo, successivamente pubblicato da Garzanti con il titolo Il cielo cade .
Giuria: Francesco Flora, Leonida Repaci, Cesare Zavattini.

#### Film In concorso
- les Enfants du Borinage, (o Dejà s'envole le fleur maigre), (trad. i ragazzi del Borinage), Paul Meyer, (Belgio, 1960).
- Romeo, Julie e tma, Jiří Weiss, (trad. Romeo, Giulietta e le tenebre), (Cecoslovacchia, 1960).
- Era notte a Roma, Roberto Rossellini, (Italia, 1960)
- Un jour comme les autres, (trad. un giorno come gli altri), Paul Bordry, (Francia, 1959)
- Cuzie deti, (trad. I figli degli altri), Tengiz Abuladze, (URSS, 1958)
- Together (trad. insieme), Lorenza Mazzetti, (Gran Bretagna, 1956)
- L'eau de bouche, (trad. Le Gattine), Jacques Doniol-Valcroze, (Francia 1960)
- En Lektion i Karlec, (trad. Una lezione d'Amore), Ingmar Bergman, (Svezia 1954)
- Veliki i mali, (trad. Grandi e Piccoli), Vladimir Pogacic, (Jugoslavia, 1960)
- El sequestrador, (trad. Il sequestratore), Leopoldo Torre Nilsson, (Argentina, 1958)
- Jazz On a summer's day, (trad. Jazz in un giorno d'Estate), Bert Stern, (Usa, 1960)
- El lefe, (trad. Il capo), Fernando Ayala, (Argentina, 1958)
- Na garganta do Diablo, (trad. l'abisso della violenza), Walter Hugo Khouri, (Brasile, 1960)

#### Documentari presentati
- Vigilia di mezza estate, Gian Vittorio Baldi, 1959
- I bambini dell'acquedotto, Giuseppe Ferrara
- Pane e Zolfo, Gillo Pontecorvo
- Nascita e morte nel meridione, Luigi de Gianni, 1959
- Uomini e tori, Gianfranco Mingozzi
- I maggiorati, Lino Micciché, 1960
- Histoir d'un soldat inconnu, (trad. Storia di un milite Ignoto, Henri stork, 1932

#### Sezione speciale i "documentari maltrattati"
- Via Tasso, Luigi di Gianni, 1960
- I fratelli Rosselli, Nelo Risi, 1960
- Mauthausen mahnt, Piero Nelli, 1959
- 16 ottobre '43, Ansano Giannarelli, 1960

#### Concorso per il migliore soggetto cinematografico (elenco parziale)
- La moglie troppo bella, Giulio Morelli
- Servo di Dio. Ucciero Fortunato
- Nietkov takes a Walk (trad. Nietkov fa un giro), John Haggarty
- Sense of Judgement (trad senso del giudizio), David Middleton
- La sua donna, Delitto d'onore e Cella 22, Zara Olivia Algardi
- 19 aprile ed Europa senza barriere, Alfredo Confidati
- E i giorni non si somigliano tutti, Francesco Grisi
- Landslide to happiness (trad. Lungo la felicità), Denys Kay-Robinson
- Margherita dal destino perseguitata e Da domani sulla strada del Calvario, Stanislava e Oreste Marno
- I giovani della soffitta, Gianni Barbieri
- An aim in life (trad. uno scopo nella vita), John H. Crosby
- Un uomo generoso, Liliana Gregorin
- Il colonnello e cuor di Mutilato, Bruno Spagnoli

### II edizione - 1962
La seconda edizione si tenne dal 7 al 15 luglio 1962.

#### Premi
- Najade d'oro per il miglior film: The guns of trees (trad. I fucili degli alberi), Jonas Mekas, USA 1961.
- Najade d'oro al miglior cortometraggio: ex aequo Varo di una nave, Jan Lomnichi e Inchiesta a Carbonia di Lino Micciché.
- Najade d'oro per il miglior cortometraggio didattico: Mazzacurati, Michele Parrella.
- Mano d'argento al miglior documentario a lungometraggio: La marcia di Aldermaston, Lindsay Anderson e Rapporto n.1 sulla scuola italiana, William Azzella.
- Mano d'argento per il miglior lungometraggio: Combattre pour nos droits (trad. Combattere per i nostri diritti), Franz Buyens.

Giuria: Leonida Repaci, Pio Baldelli, Libero Bigiaretti, Giovan Battista Cavallaro, Francesco Flora, Elio Petri, Dario Zanelli. 
Nel 1962 è stata allestita una personale del romeno Jan Popescu Gopo.

#### Film in concorso
- Barravento (Bufera), Glauber Rocha, Brasile 1962
- Eddie Sachs in Indianapolis (Eddie Sachs a Indianapolis), Richard Leacock e Robert Drew, Usa 1961
- Jules et Jim, François Truffaut, Francia 1961
- The Guns of tree (I fucili degli alberi), Jonas Mekas, Usa 1961
- March to Aldermaston (La marcia su Aldermaston), Lindsay Anderson, Gran Bretagna 1958
- Tràpeni (Il cruccio), Karel Kachyňa, Polonia 1961
- Czas przezly (Il passato), Leonard Buczkowski, Polonia 1961
- El Joven Rebelde (Il giovane ribelle), Josè Garcia Espinosa, Cuba 1961
- Matka Joanna od Aniolow (Madre Giovanna degli Angeli), Jerzy Kawlerowicz, Polonia 1961
- Combattre pour nos droits (Lottare per i nostri diritti), Franz Buyens, Belgio

### III edizione - 1964
La terza edizione si tenne dal 27 giugno al 5 luglio 1964.
- Najade d'oro: Dio o Diabo na terra do sol di Glauber Rocha (Brasile)
- Najade d'oro al miglior cortometraggio: Scorpio rising di Kenneth Anger (Usa)
- Premi speciali assegnati alla selezione inglese composta di The loneliness of the long distance runner di Tony Richardson, The caretaker di Clive Donner e The leather boys di Sidney Furie. Al cortometraggio Sucre amer di Yan Le Masson.
- Mano d'argento ex aequo a Qualcosa d'altro di Věra Chytilová (Cecoslovacchia) e A tout prendre di Claude Jutra (Canada).
- Migliore interpretazione femminile a Johanne per A tout prendre di Claude Jutra e Tom Courtney per The long distance runner.
Giuria: Vincenzo Bassoli (Italia), Robert Benayoun (Francia), Fernando Birri (Argentina), Tommaso Chiaretti (Italia), Mario Gallo (Italia), Marcel Martin (Francia), Elio Petri (Italia), Renzo Renzi (Italia), Joffrey Nowell Smith (Gran Bretagna).
Nel 1964 nel contempo fu organizzata la retrospettiva sulla "Nouvelle vague" con le pellicole di Agnès Varda, Jacques Rozier, Alain Resnais, Erich Rohmer, François Truffaut, George Franju, Michel Drach, Jean Herman, Maurice Cohen, Marcel Hanoun, Jean Herman, Jacques Rivette.

### IV edizione - 1966
La quarta edizione si tenne dal 24 al 29 giugno 1966 e abbandona l'aspetto competitivo abolendo premiazioni e giuria. Il Festival si dedica all'organizzazione di una serie di rassegne a tema.
La programmazione era quindi dedicata a:
- Retrospettiva del documentario cubano.
- Retrospettiva del free cinema.
- Personalità del giovane cinema svedese.
- Nuove tendenze del cinema jugoslavo.
- La scuola documentaristica di Belgrado.
- Personale di Kenneth Anger.
- Proiezioni fuori programma.

### V edizione - 1969
La rassegna si tenne dall'8 al 13 dicembre del 1969.
Programma:
- Rassegna del giovane cinema ungherese.
- Rassegna dei cinegiornali cubani.
- Documentari sulla guerriglia (Angola, Guinea Bissau, Vietnam, Laos, Venezuela, i "tupamaros").

### VI edizione - 1971
Si tenne dal 2 al 9 ottobre 1971.
Sotto l'influenza del clima culturale del Sessantotto, sono invitate a Porretta quattro riviste francesi di cinema (Cahier du cinema, Cinema 71, Cinetique, Positif) a presentare la loro idea di cinema politico.
Ai film prescelti si affianca una rassegna dedicata al regista francese Jean-Luc Godard sul periodo inedito in Italia che andava dal 1954 al 1968.
L'edizione vede l'anteprima mondiale di La classe operaia va in paradiso, di Elio Petri
Proiezioni fuori programma.

### VII edizione - 1975
La settima rassegna che si tenne dal 15 al 21 dicembre 1975, per problemi organizzativi e finanziari venne spostata a Bologna
L'edizione è dedicata al cinema greco contemporaneo.

### VIII edizione - 1977
L'ottava rassegna torna a svolgersi a Porretta Terme dal 12 al 15 novembre 1977.
Il programma è dedicato ad una Personale di Lev Kuselov, il regista russo che ha tenuto a battesimo il cinema sovietico degli anni venti.

### IX edizione - 1978
Si tenne dal 12 al 18 dicembre 1978.
Programma:
- Nuovo cinema bulgaro.
- Il cinema del terzo Reich.
- Il cinema contemporaneo francese.

### X edizione - 1980
La decima rassegna che si tenne dal 10 al 14 dicembre 1980, fu dedicata al Cinema polacco contemporaneo.
Giunsero a Porretta Terme molti registi polacchi tra cui Krzysztof Kieślowski e Agnieszka Holland.

### XI edizione - 1981
Edizione intitolata Viaggio sul Reno: identità sul cinema europeo, dedicata ad una retrospettiva sul cinema austriaco, belga, francese, svizzero e tedesco.
Fra gli altri furono presentati i film di Margarethe von Trotta Sorelle e Anni di piombo.

### XII edizione - 1982
Ultima vera edizione della Mostra Internazionale del Cinema Libero di Porretta Terme che negli anni successivi alternerà eventi organizzati a Porretta e a Bologna fino alla sua totale trasformazione e trasferimento nel capoluogo emiliano.
Questa edizione vede grande attenzione per l'immagine elettronica e il colore. Fra i tanti film presentati, ricordiamo: One from the heart di Francis Ford Coppola e Passione di Jean-Luc Godard